# Осипов, Илья Игоревич
Илья́ И́горевич О́сипов (20 марта 1991, Хабаровск, СССР) — российский футболист, полузащитник, тренер

## Карьера
Начал заниматься футболом в хабаровской ДЮСШ «СКА-Энергия», потом переехал в Санкт-Петербург, где окончил ДЮСШ «Локомотив». Сезон 2011/12 отыграл во втором дивизионе в петрозаводской «Карелии», позже играл в любительских клубах. В июле 2014 года переехал в Эстонию, где заключил контракт с клубом Премиум Лиги «Нарва-Транс». Единственный гол за нарвскую команду забил на 23 минуте в игре 27 тура чемпионата Эстонии против тартуского клуба «Таммека».
С лета 2015 года работает слесарем на Балтийском заводе.
До 2018 года играл в любительском футбольном клубе «Максима» из Санкт-Петербурга. С 2019 по 2021 год за команду СШ ВО № 2 «Звезда».

### Тренерская карьера
На апрель 2022 является тренером ДЮСШ «Локомотив» (СПб).